# Jean-Michel Moutier
Pour les articles homonymes, voir Moutier (homonymie).
Jean-Michel Moutier est un footballeur français né le 18 mars 1955 à Damelevières (Meurthe-et-Moselle).

## Biographie

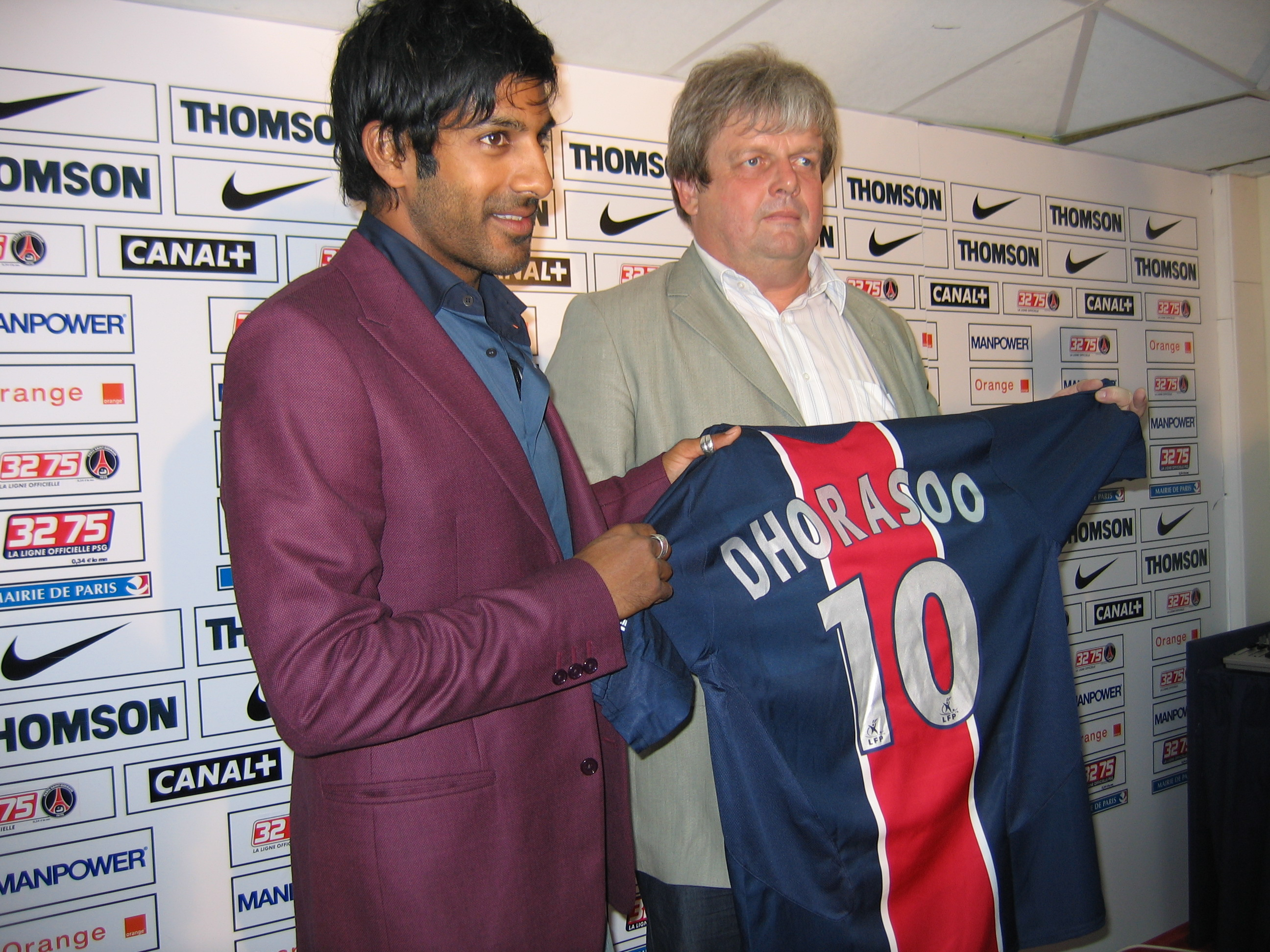
Jean-Michel Moutier, responsable de la section professionnelle du Paris Saint-Germain, lors de la présentation à la presse de Vikash Dhorasoo, le 6 juillet 2005.

Ce gardien de but est l'un des joueurs emblématiques de Nancy, club avec lequel il joue 297 matches en Division 1 et remporte la Coupe de France en 1978. Il côtoie ainsi des joueurs comme Michel Platini, Olivier Rouyer ou encore Carlos Curbelo.
Après avoir gardé les buts du club nancéien pendant plus de dix ans, Moutier rejoint le Paris SG, en juillet 1984, pour concurrencer le titulaire. En cours de saison, il prend la place du vieillissant Dominique Baratelli, devenant finaliste de la Coupe de France en 1985. Il n'est cependant pas champion de France l'année suivante : barré par l'émergence de Joël Bats, il ne joue aucun match en championnat. Il disputera son dernier match de championnat la saison suivante.
Le bilan de la carrière de Jean-Michel Moutier s'élève à 323 matchs en Division 1, quatre matchs en Coupe des Vainqueurs de Coupe, une rencontre en Coupe de l'UEFA, et enfin 45 matchs en Coupe de France.
Après avoir raccroché les crampons, Moutier reste dans le football parisien : directeur sportif du PSG de 1991 à 1998 sous la présidence de Michel Denisot dont il fut le bras droit, il exerce ensuite sa profession à Rennes de 1998 à 2000, lors des deux années de présidence de Pierre Blayau. Il effectue ensuite un passage de dix-huit mois à la Berrichonne Châteauroux, avant de revenir au PSG lors de la saison 2005/2006 en tant que responsable de la section professionnelle.
De 2008 à 2011, il est conseiller technique auprès des instances dirigeantes du football professionnel à Dubaï. Il est également consultant pour le recrutement des clubs de cette même ligue.

## Clubs
- ?-1971 :  Amicale des Cheminots de Blainville-Damelevières (Meurthe & Moselle)
- 1969-1972 :  FC Lunéville
- 1972-1984 :  AS Nancy-Lorraine
- 1984-1987 :  Paris SG

## Palmarès

### Avec le PSG
- Finaliste de la Coupe de France en 1985

### Avec l'AS Nancy
- Champion de France de D2 en 1975
- Vainqueur de la Coupe de France en 1978